# هانس والتر
هانس والتر هو مجدف سويسري، ولد في 9 أغسطس 1889، وتوفي في 14 يناير 1967 في Stansstad ‏ في سويسرا.

## وصلات خارجية
- هانس والتر على موقع الاتحاد الدولي للتجديف (الإنجليزية)
- هانس والتر على موقع اللجنة الأولمبية الدولية (الإنجليزية)
- هانس والتر على موقع أوليمبيديا (الإنجليزية)